# 하성대교
하성대교(霞城大橋)는 경기도 김포시 하성면 석탄리와 경기도 파주시 문발동 간을 연결할 예정인 한강 최하류 지점의 교량으로, 국가지원지방도 56호선의 일부 구간으로 건설될 예정이다. 일부에서는 이 다리를 '문발대교'로 일컫기도 한다.

## 개요
본래 2010년에 착공할 예정이었으나, 동년 11월 23일에 발생한 조선민주주의인민공화국의 연평도 포격 도발 사건의 영향으로 착공되지 못하였다. 이후 수차례 공사 일정을 재조율하였으나 결국 모두 무산되어 아직까지 미착공 상태이다.

## 현황
2018년 1월 현재 공사에 대한 구체적인 계획은 잡혀있지 않은 상황으로, 착공 시기 또한 미정이다.

## 효과
- 이 다리가 개통되면 현재 일산대교에 의존하고 있는 김포시와 파주시 간의 이동여건이 대폭 개선될 것으로 기대된다.
- 또한 한강으로 인해 단절되어 있는 국가지원지방도 제56호선이 상호 연결되는 효과도 있다.
- 장기적으로 향후 남북통일시 서울특별시와 고양시, 파주시에서 임진강 이북 지역인 개성특별시 등지로 갈 수 있는 새로운 경로로도 활용 가능하다.